# Our Man in Havana (Mongo Santamaría)
Our Man in Havana è un album di Mongo Santamaría, pubblicato dalla Fantasy Records nel 1960.
Il disco, registrato nei primi mesi del 1960, fu pubblicato anche con il titolo Mongo in Havana.

## Tracce
Lato A
1. Jamaicuba – 3:27 (Esther Cruz Alvarez)
2. Manila – 4:42 (Mongo Santamaría)
3. Hé guapachá – 4:08 (Mongo Santamaría)
4. Cha Cha Rock – 3:47 (Mongo Santamaría)
5. Vengan pollos – 4:59 (Mongo Santamaría)

Lato B
1. Barandanga – 3:16 (Armando Peraza)
2. Linda guajira – 3:08 (Mongo Santamaría)
3. Vamos a gozar – 2:34 (Mongo Santamaría)
4. Miss Patti Cha Cha – 4:15 (Mongo Santamaría)
5. Viva la felicidad – 2:31 (Mongo Santamaría)

Edizione CD del 1993, pubblicato dalla Fantasy Records
1. Jamaicuba – 3:27 (Ester Cruz Alvarez)
2. Manila – 4:42 (Mongo Santamaría)
3. Hé guapachá – 4:08 (Mongo Santamaría)
4. Cha Cha Rock – 3:47 (Mongo Santamaría)
5. Vengan pollos – 4:59 (Mongo Santamaría)
6. Barandanga – 3:16 (Armando Peraza)
7. Linda guajira – 3:08 (Mongo Santamaría)
8. Vamos a gozar – 2:34 (Mongo Santamaría)
9. Miss Patti Cha Cha – 4:15 (Mongo Santamaría)
10. Viva la felicidad – 2:31 (Mongo Santamaría)
11. Tele mina for Chango (God of Thunder) – 3:00 (Mongo Santamaría)
12. Olla de for Olla – 3:48 (Mongo Santamaría)
13. Yemaya Olodo for Olla (Mother of Chango) – 3:33 (Mongo Santamaría)
14. Yeye-O for Ochun (Counterpart of Venus) – 4:10 (Mongo Santamaría)
15. Wolenche for Chango (God of Thunder) – 2:47 (Mongo Santamaría)
16. Aqua limpia (Guaguanco) – 3:10 (Francisco Aguabella)
17. Ochun mene (Columbia) – 4:10 (Mongo Santamaría)
18. Mexico – 3:20 (Mongo Santamaría)
19. Mañana son mañana (Columbia) – 4:06 (Mongo Santamaría)
20. Complicaciones (Guaguanco) – 3:47 (Francisco Aguabella)

## Musicisti
Mongo Santamaría And His Band
Brani (LP : da A1 a B5 / CD : da 1 a 10)
- Mongo Santamaría - congas
- Willie Bobo - timbales, bongos
- El Fine - tromba
- Armandito - tromba
- Julio - flauto
- Paquito - pianoforte
- Niño Rivera - tres, arrangiamenti
- Pepito - contrabbasso
- Bol - contrabbasso
- Yeyito - bongos, triangles
- Gustavito - güiro
- Cheo Junco - voce
- Armando Raymact - voce

Brani (CD da 11 a 20) 
- Mongo Santamaría - congas
- Willie Bobo - timbales, bongos
- Luis Santamaría - voce (brani : 11 & 15)
- Merceditas Valdes - voce (brani : 12, 13, 14 & 17)
- Macucho - voce (brano : 19)
- Mario Arenas - voce (brano : 18)
- Carlos Embale - voce (brano : 18)
- Finco - voce (brani : 16 & 20)
- Carlos Embale - voce (brani : 16 & 20)

Altri musicisti nei brani dall'11 al 15 (CD)
- Marina
- Alfredo
- Adriano
- Papo
- Mario
- Joseito
- Jesus
- Babino
- Romiro
- Romay

Suonano ; bata drums, bell (agogo), rattles, shekere
Altri musicisti nei brani dal 16 al 20 (CD)
- Fuco
- Josito
- Alfredo
- Julio
- Oliverio

Suonano ; 2 tumba drums (Quinto e Llamador) e sticks (palos)